# Leichtathletik-Europameisterschaften 1962/400 m der Frauen

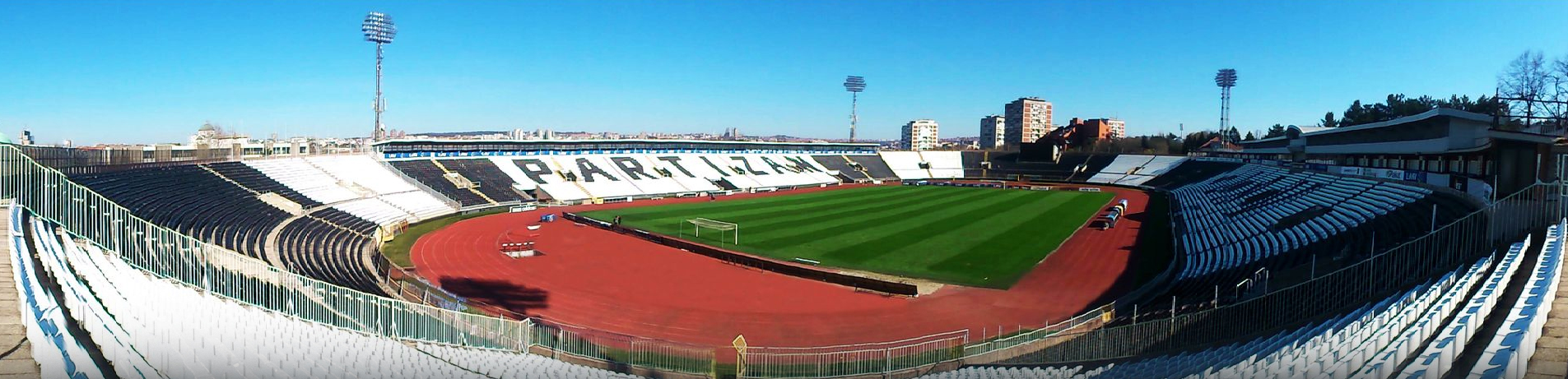
Panoramablick auf das Partizan-Stadion 2014 – 52 Jahre
nach den dortigen Europameisterschaften

Der 400-Meter-Lauf der Frauen bei den Leichtathletik-Europameisterschaften 1962 wurde vom 12. bis 14. September 1962 im Belgrader Partizan-Stadion ausgetragen. Schon zum zweiten Mal stand dieser Wettbewerb im EM-Programm. Bei den Olympischen Spielen kam die Disziplin dagegen erst 1964 in den Wettkampfkalender.
Europameisterin wurde die Titelverteidigerin Marija Itkina aus der Sowjetunion, die im Finale ihren eigenen Weltrekord egalisierte. Sie gewann vor der Britin Joy Grieveson. Bronze ging an die Niederländerin Tilly van der Zwaard.

## Rekorde

### Bestehende Rekorde
| Weltrekord           | 53,4 s | Marija Itkina | Krasnodar, Sowjetunion (heute Russland) | 12. September 1959 |
| Europarekord         | 53,4 s | Marija Itkina | Krasnodar, Sowjetunion (heute Russland) | 12. September 1959 |
| Meisterschaftsrekord | 53,7 s | Marija Itkina | EM Stockholm, Schweden                  | 21. August 1958    |

### Rekordverbesserungen
Der bestehende EM-Rekord wurde verbessert. Darüber hinaus gab es einen Weltrekord sowie zehn Landesrekorde.
- Meisterschaftsrekord:
  - 53,4 s – Marija Itkina (Sowjetunion), Finale am 14. September
- Weltrekord:
  - 53,4 s (egalisiert) – Marija Itkina (Sowjetunion), Finale am 14. September
- Landesrekorde:
  - 56,2 s – Évelyne Lebret (Frankreich), erster Vorlauf am 12. September
  - 56,3 s – Libuše Králíčková (Tschechoslowakei), erster Vorlauf am 12. September
  - 54,6 s – Tilly van der Zwaard (Niederlande), erstes Halbfinale am 13. September
  - 54,2 s – Joy Grieveson (Großbritannien), zweites Halbfinale am 13. September
  - 54,7 s – Helga Henning (Deutschland), zweites Halbfinale am 13. September
  - 55,3 s – Antónia Munkácsi (Ungarn), zweites Halbfinale am 13. September
  - 56,4 s – Nadja Simic (Jugoslawien), zweites Halbfinale am 13. September
  - 53,9 s – Joy Grieveson (Großbritannien), Finale am 14. September
  - 54,4 s – Tilly van der Zwaard (Niederlande), Finale am 14. September
  - 54,6 s – Helga Henning (Deutschland), Finale am 14. September

## Vorrunde
12. September 1962, 18.10 Uhr
Die Vorrunde wurde in vier Läufen durchgeführt. Die ersten drei Athletinnen pro Lauf – hellblau unterlegt – qualifizierten sich für das Halbfinale. Im dritten Rennen platzierten sich zwei Läuferinnen gemeinsam auf Rang drei, sodass aus diesem Lauf vier Athletinnen ins Halbfinale einzogen.

### Vorlauf 1
| Platz | Name                 | Nation           | Zeit (s) |
| ----- | -------------------- | ---------------- | -------- |
| 1     | Jekaterina Parljuk   | Sowjetunion      | 54,9     |
| 2     | Maeve Kyle           | Irland           | 55,1     |
| 3     | Veronika Kummerfeldt | Deutschland      | 55,7     |
| 4     | Évelyne Lebret       | Frankreich       | 56,2 NR  |
| 5     | Libuše Králíčková    | Tschechoslowakei | 56,3 NR  |

### Vorlauf 2
| Platz | Name             | Nation         | Zeit (s) |
| ----- | ---------------- | -------------- | -------- |
| 1     | Joy Grieveson    | Großbritannien | 54,8     |
| 2     | Bärbel Reinnagel | Deutschland    | 55,5     |
| 3     | Janina Hasse     | Polen          | 55,7     |
| 4     | Wera Muchanowa   | Sowjetunion    | 55,8     |
| 5     | Zwetana Isajewa  | Bulgarien      | 57,1     |

### Vorlauf 3
| Platz | Name                 | Nation         | Zeit (s) |
| ----- | -------------------- | -------------- | -------- |
| 1     | Marija Itkina        | Sowjetunion    | 54,4     |
| 2     | Tilly van der Zwaard | Niederlande    | 55,4     |
| 3     | Nadja Simic          | Jugoslawien    | 56.5     |
| 3     | Pam Piercy           | Großbritannien | 56,5     |

### Vorlauf 4
| Platz | Name             | Nation         | Zeit (s) |
| ----- | ---------------- | -------------- | -------- |
| 1     | Jean Sorrell     | Großbritannien | 55,5     |
| 2     | Helga Henning    | Deutschland    | 55,7     |
| 3     | Antónia Munkácsi | Ungarn         | 55,8     |
| 4     | Delma Savorelli  | Italien        | 56,9     |

## Halbfinale
13. September 1962
In den beiden Halbfinalläufen qualifizierten sich die jeweils ersten drei Athletinnen – hellblau unterlegt – für das Finale.

### Lauf 1

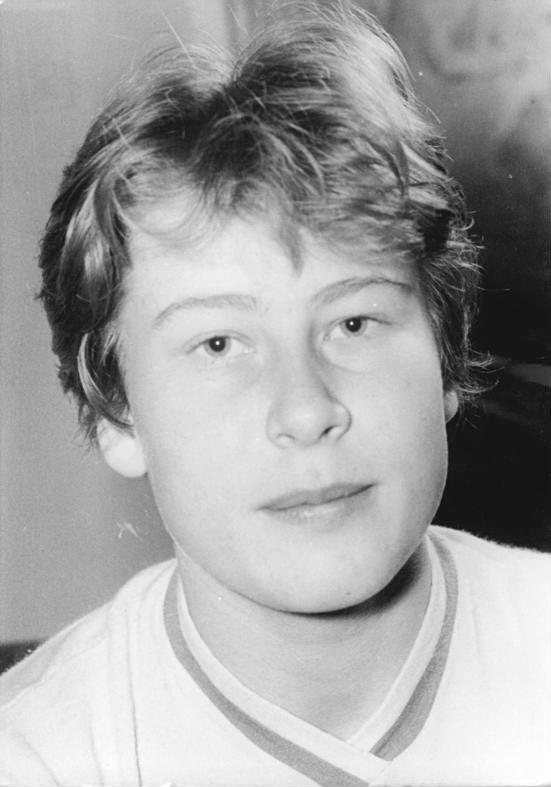
Als Vierte des ersten Halbfinals schied Bärbel Reinnagel aus

| Platz | Name                 | Nation         | Zeit (s) |
| ----- | -------------------- | -------------- | -------- |
| 1     | Marija Itkina        | Sowjetunion    | 54,3     |
| 2     | Tilly van der Zwaard | Niederlande    | 54,6 NR  |
| 3     | Maeve Kyle           | Irland         | 55,4     |
| 4     | Bärbel Reinnagel     | Deutschland    | 55,7     |
| 5     | Janina Hasse         | Polen          | 56,1     |
| 6     | Pam Piercy           | Großbritannien | 57,4     |

### Lauf 2
| Platz | Name                 | Nation         | Zeit (s) |
| ----- | -------------------- | -------------- | -------- |
| 1     | Joy Grieveson        | Großbritannien | 54,2 NR  |
| 2     | Jekaterina Parljuk   | Sowjetunion    | 54,3     |
| 3     | Helga Henning        | Deutschland    | 54,7 DR  |
| 4     | Antónia Munkácsi     | Ungarn         | 55,3 NR  |
| 5     | Veronika Kummerfeldt | Deutschland    | 55,6     |
| 6     | Nadja Simic          | Jugoslawien    | 56,4 NR  |
| 7     | Jean Sorrell         | Großbritannien | 56,9     |

## Finale

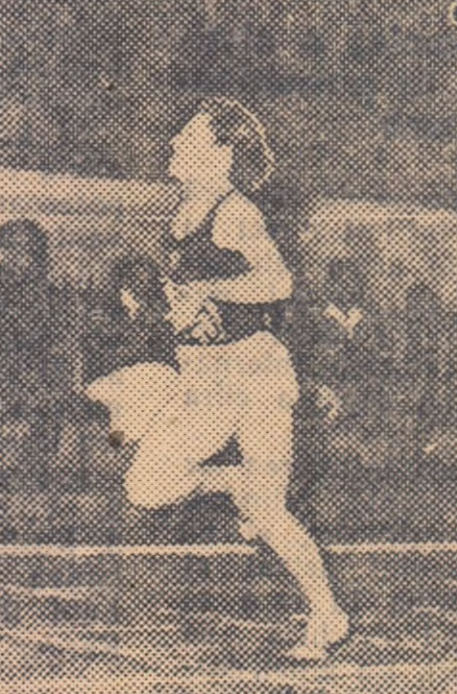
Europameisterin Marija Itkina errang nach ihren Siegen 1954 über 200 Meter und 1958 über 400 Meter ihren dritten EM-Titel, diesmal mit Weltrekord
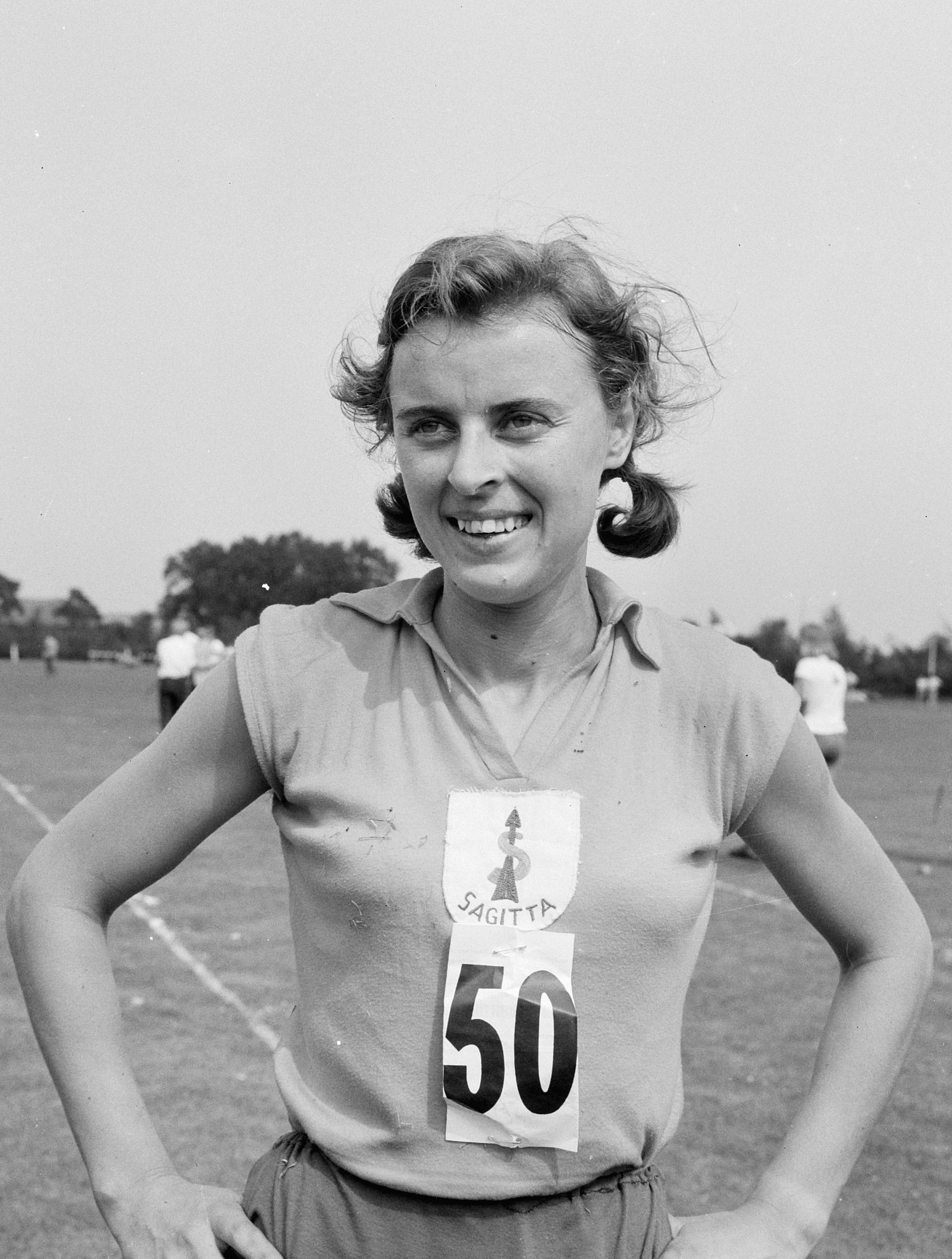
Mit Landesrekorden im Halbfinale und Finale gewann Tilly van der Zwaard Bronze

14. September 1962, 16.35 Uhr
| Platz | Name                 | Nation         | Zeit (s) |
| ----- | -------------------- | -------------- | -------- |
| 1     | Marija Itkina        | Sowjetunion    | 53,4 WRe |
| 2     | Joy Grieveson        | Großbritannien | 53,9 NR  |
| 3     | Tilly van der Zwaard | Niederlande    | 54,4 NR  |
| 4     | Helga Henning        | Deutschland    | 54,6 DR  |
| 5     | Jekaterina Parljuk   | Sowjetunion    | 54,9     |
| 6     | Maeve Kyle           | Irland         | 57,4     |